# Tomcsányi Vilmos Pál
Tomcsányi Tomcsányi Vilmos Pál (Budapest, 1880. február 8. – Budapest, 1959. május 7.) magyar jogász, egyetemi tanár, földbirtokos, miniszter. Tomcsányi Móric testvére, fia Tomcsányi Pál.

## Családja és származása
Az ősrégi nemesi származású tomcsányi Tomcsányi család sarja. Apja tomcsányi Tomcsányi Mór (1830–1913) jogász, Turóc vármegye alispánja, 1848-as honvéd huszárhadnagy, budapesti királyi ítélőtábla tanácselnöke, anyja muthnai és nagycsepcsényi Vladár Mária (1851–1922) asszony volt.

## Életpályája
1902–1906 között Budapesten a büntető-törvényszék aljegyzőjeként dolgozott. 1906–1918 között az Igazságügyi Minisztérium Törvény-előkészítő és Közjogi Osztályának munkatársa volt. 1914-ben egyetemi magántanári képesítést szerzett. 1918-ban minisztertanácsos lett. 1918–1919 között a Külügyminisztérium Nemzetközi Közjogi Osztályának vezetője volt. 1919–1920 között államtitkárként tevékenykedett. 1920–1922 között kisgazdapárti nemzetgyűlési képviselő volt (Vásárosnamény), 1922-ben azonban nem választották meg. 1920. július 19.–1922. június 16. között igazságügy-miniszter volt. 1921. február 19.–1921. április 14. között belügyminiszter volt a Teleki-, ill. a Bethlen-kormányban. 1927–1939 között kormánypárti programmal országgyűlési képviselő volt. 1939-től felsőházi tag. 1940–1944 között a budapesti egyetem címzetes nyilvános rendkívüli tanára volt. 1942–1944 között Kárpátalja kormányzói biztosa.
Sírja a Fiumei úti sírkertben található (25-1-1).

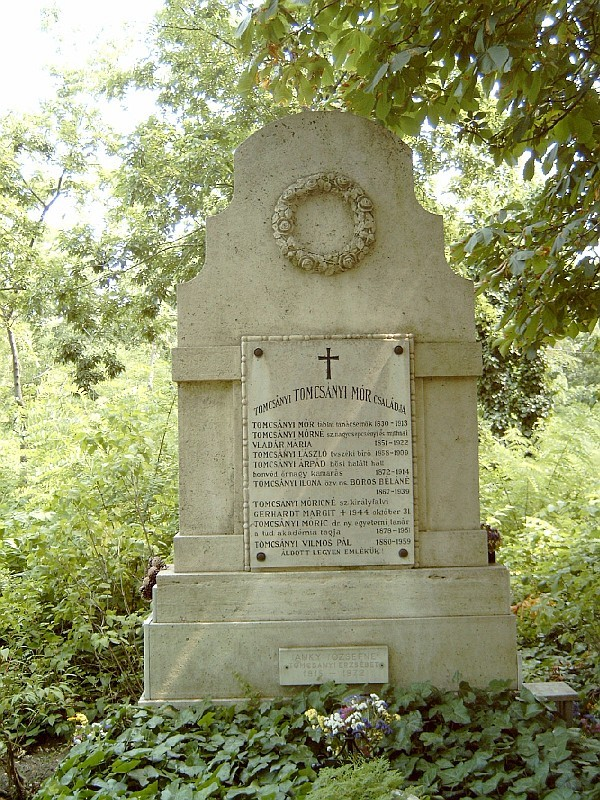
Tomcsányi Móric jogász, egyetemi tanár és testvére Tomcsányi Vilmos Pál jogász, földbirtokos, miniszter sírja Budapesten. Kerepesi temető: 25-1-1.

## Házassága és gyermekei
Feleségül vette a nemesi származású muthnai és nagycsepcsényi Vladár Erzsébet (1891–Budapest, 1961. május 9.) kisasszonyt.

## Művei
- A mentelmi jogról (Budapest, 1903)
- A parlamentek költségvetési joga. Politikai tanulmány; Benkő, Bp., 1908
- A szociológia viszonya a politikai tudományokhoz (1912)[4]
- Dr. Tomcsányi Vilmos Pál tanulmányútjáról haza írt levelei, 1905; Tomcsányi Pál, s.l., 2004

## Díjai
- I. osztályú Magyar Érdemkereszt
- III. osztályú Vaskorona-rend
- Vásárosnamény díszpolgára
- Tiszaszalka díszpolgára